# Caliquenyo
El cigar Caliquenyo és un cigar popular de fabricació artesanal, és un producte valencià per excel·lència, fet amb tabac Burley. En l'actualitat, el seu consum s'estén a tota la península Ibèrica, però la zona tradicionalment més consumidora d'aquest tipus de cigar és el País Valencià. A Catalunya la seua fabricació s'ha donat, sobretot, a la zona de Lleida, i també a les Terres de l'Ebre.
Des que, durant el segle xvii, s'anà introduint el cultiu del tabac a Espanya, el caliquenyo s'associa a fires, festivitats populars i bars de barri. El caliquenyo, igual que altres elements tals com la paella o les Falles, forma part del folklore valencià, ric en dites i cançons populars que inclouen el caliquenyo en les seues lletres (a vegades, amb significat vulgar).

## Una mica d'història
L'origen del cigar caliquenyo se situa al segle xix, diversos segles després de la introducció del tabac, quan els colons espanyols a Amèrica van portar el cultiu i l'elaboració de productes de tabac. Tradicionalment, eren les dones les que fabricaven en tallers clandestins aquests cigars, gràcies que els agricultors de la zona reservaven una part de les seves parcel·les per al conreu de tabac, i posteriorment es distribuïen de contraban en bars i altres establiments dels pobles. Amb el comerç dels caliquenyos, les dones podien aportar ingressos extra a les economies familiars, costum que s'ha seguit mantenint fins i tot fins als nostres dies.

A la comarca de la Canal de Navarrés han estat habituals durant dècades les grans plantacions de tabac, substituïdes durant molt temps per tabac d'altres zones, Extremadura especialment, així s'aconseguia evitar el risc que les pedregades, habituals a la zona, danyaren la fulla de la planta i, per tant, la collita de l'any.

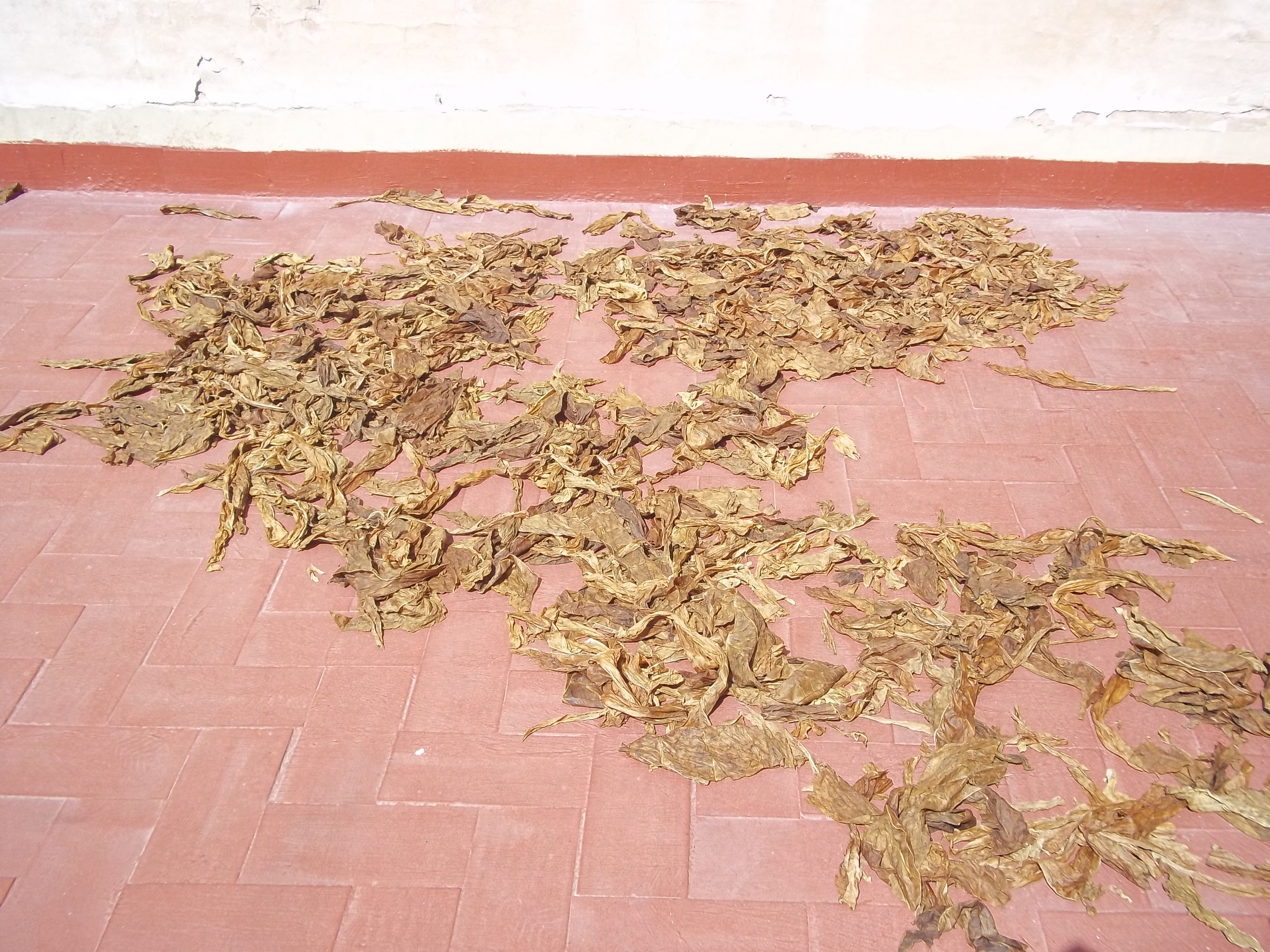
Fulles de tabac assecant-se
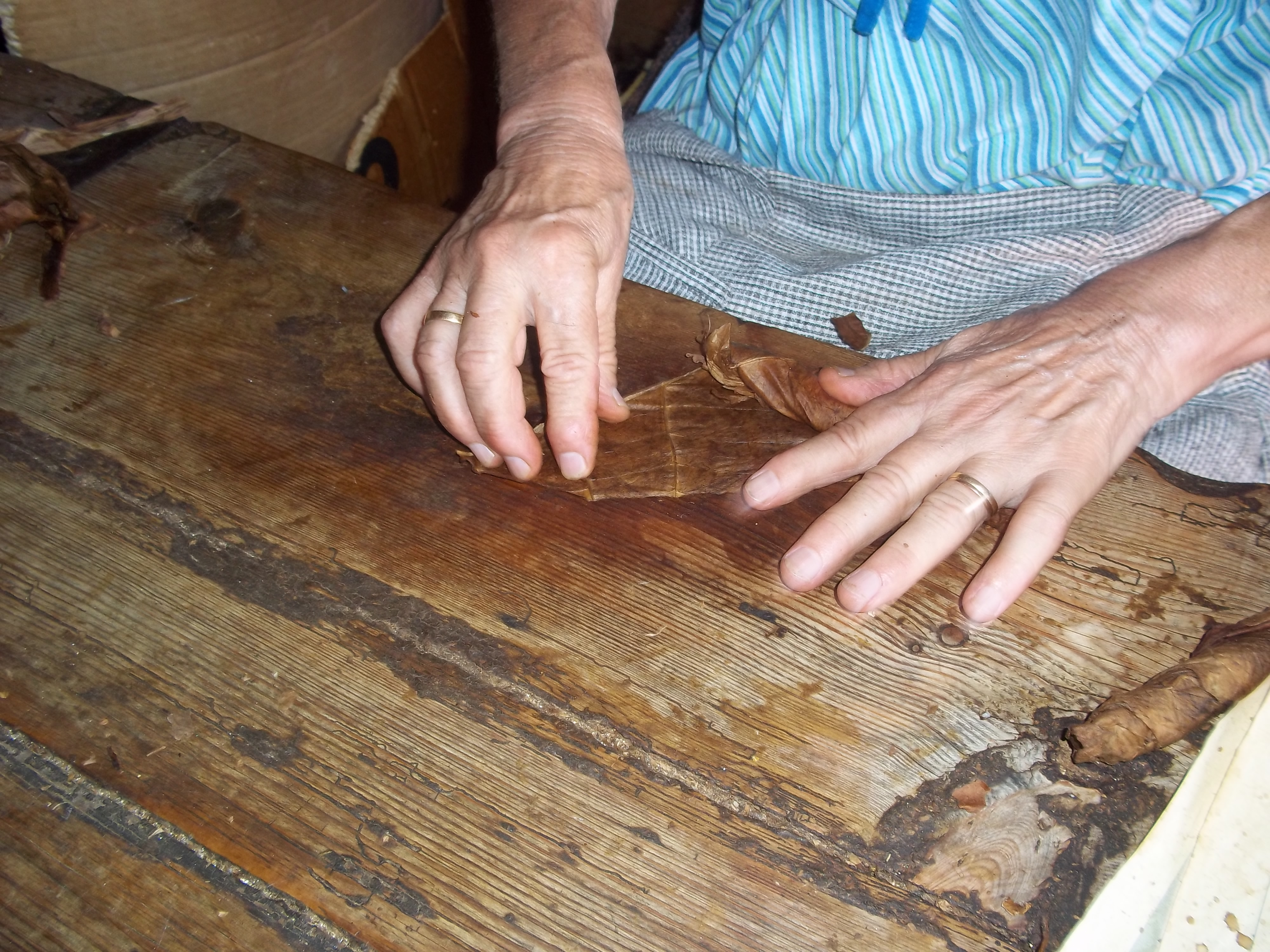
Elaborant un caliquenyo
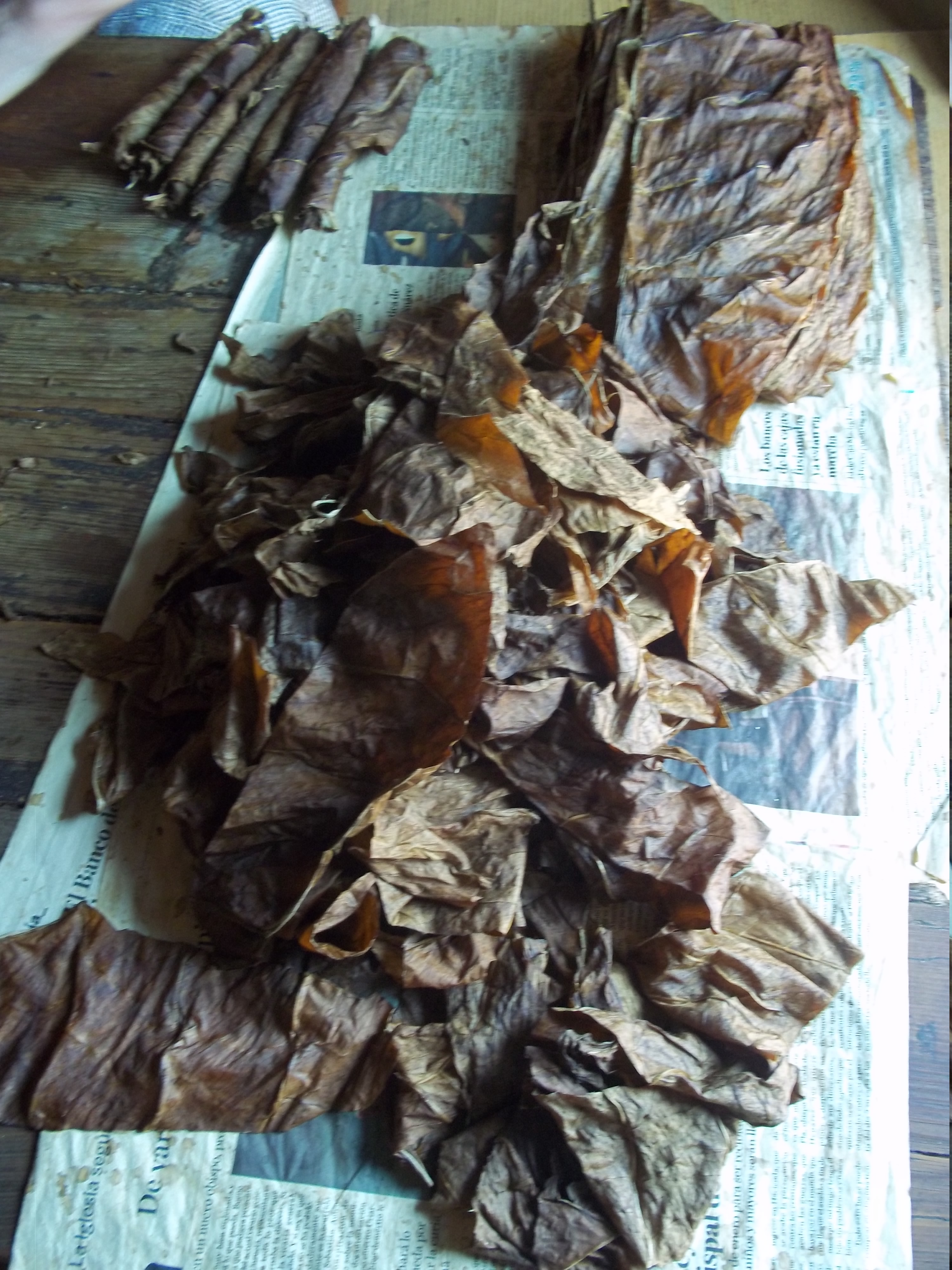
Capot i capa
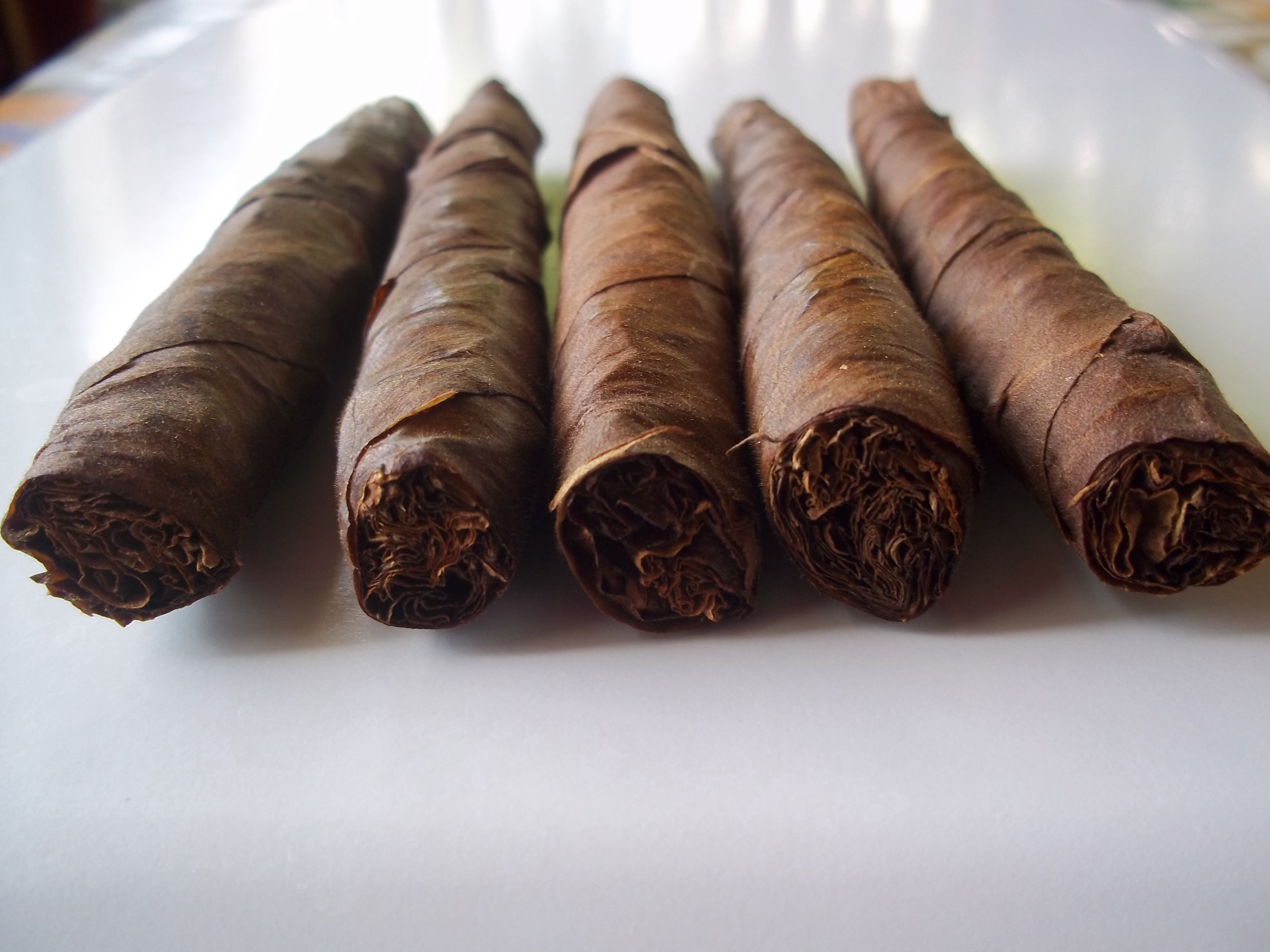
Caliquenyos
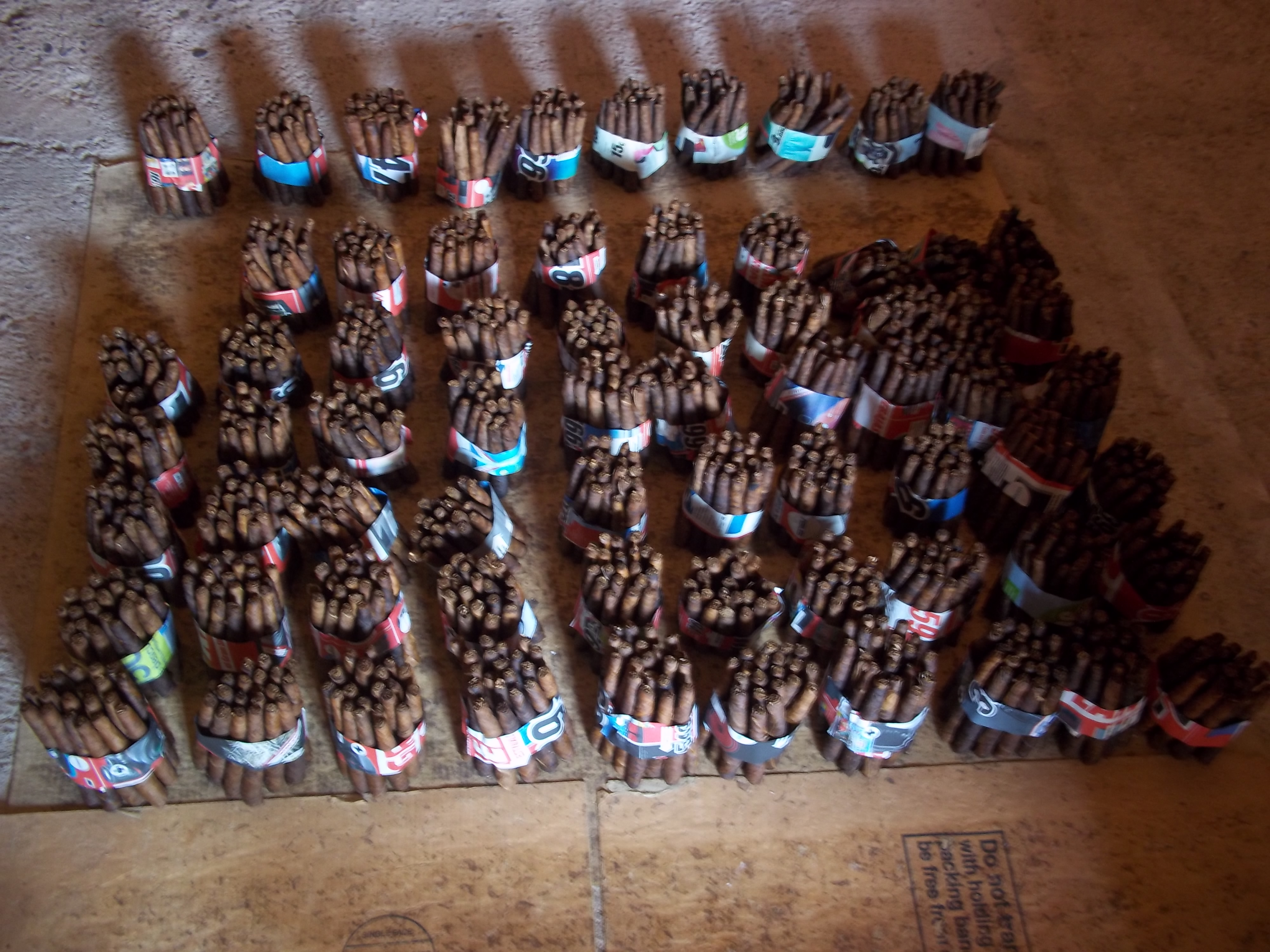
Paquets de caliquenyos

## Dades tècniques
En varietats: Caliquenyo, Pota d'Elefant, Farias o Senyoretes.
Igual que altres cigars artesanals, el caliquenyo es compon de tres parts, cadascuna de les quals, s'elabora amb capes diferents de la planta del tabac:
- Budell: és el farciment del cigar i s'elabora a partir de tabac triturat.[4]

- Elaboració de caliquenyosCapot: primera fulla que embolica i subjecta el budell, feta normalment amb fulles de la part mitjana de la planta del tabac. Normalment, igual que el budell, la fulla d'aquesta part prové de la planta de tabac conreada a l'aire lliure.[4]

- Capa: és la fulla final que embolica el budell i el capot. A diferència de les altres parts, la planta de tabac es conrea, en aquest cas, en un recinte cobert amb tela. D'aquesta manera, s'aconsegueix un efecte hivernacle que provoca un major creixement de la fulla.[4]

De manera habitual el caliquenyo és un cigar d'uns 10 cm de llarg amb un acabat bastant cridaner per la irregularitat, rugositat i la grossor dels nervis de la fulla, al contrari que els altres cigars, que presenten un acabat llis i net. El motiu d'aquest aspecte tosc és a causa de l'adaptació experimentada per la planta de tabac en créixer sota unes condicions climàtiques que no són les pròpies d'aquesta espècie.
Unes altres de les característiques tècniques d'aquest cigar és que es tracta d'un cigar totalment sec, a diferència d'aquells puros d'Amèrica Central i Carib, que porten cert grau d'humitat.